# Julian Weber
Julian Weber (ur. 29 sierpnia 1994 w Moguncji) – niemiecki lekkoatleta specjalizujący się w rzucie oszczepem.
W roku 2013 zdobył w Rieti złoty medal mistrzostw Europy juniorów. Dziewiąty oszczepnik igrzysk olimpijskich w Rio de Janeiro (2016). Finalista mistrzostw świata z 2019 roku. W 2021 zajął 4. miejsce podczas igrzysk olimpijskich w Tokio. Mistrz Europy z Monachium (2022) i wicemistrz Starego Kontynentu z Rzymu (2024). W tym samym roku uplasował się na szóstej pozycji na igrzyskach olimpijskich w Paryżu.
Złoty medalista mistrzostw Niemiec oraz reprezentant kraju na drużynowych mistrzostwach Europy, w pucharze Europy w rzutach oraz w meczach międzypaństwowych.
Rekord życiowy: 91,06 (16 maja 2025, Doha).

## Osiągnięcia
| Rok  | Impreza                                 | Miejsce        | Pozycja    | Wynik |
| ---- | --------------------------------------- | -------------- | ---------- | ----- |
| 2013 | Mistrzostwa Europy juniorów             | Rieti          | 1. miejsce | 79,68 |
| 2015 | Młodzieżowe mistrzostwa Europy          | Tallinn        | 5. miejsce | 79,31 |
| 2015 | Światowe wojskowe igrzyska sportowe     | Mungyeong      | 4. miejsce | 77,34 |
| 2016 | Puchar Europy w rzutach                 | Arad           | 1. miejsce | 81,24 |
| 2016 | Igrzyska olimpijskie                    | Rio de Janeiro | 9. miejsce | 81,36 |
| 2017 | Puchar Europy w rzutach                 | Las Palmas     | 1. miejsce | 85,85 |
| 2018 | Athletics World Cup                     | Londyn         | 1. miejsce | 82,80 |
| 2019 | Superliga drużynowych mistrzostw Europy | Bydgoszcz      | 1. miejsce | 86,86 |
| 2019 | Mistrzostwa świata                      | Doha           | 6. miejsce | 81,26 |
| 2021 | Igrzyska olimpijskie                    | Tokio          | 4. miejsce | 85,30 |
| 2022 | Mistrzostwa świata                      | Eugene         | 4. miejsce | 86,86 |
| 2022 | Mistrzostwa Europy                      | Monachium      | 1. miejsce | 87,66 |
| 2023 | I dywizja drużynowych mistrzostw Europy | Chorzów        | 1. miejsce | 86,26 |
| 2023 | Mistrzostwa świata                      | Budapeszt      | 4. miejsce | 85,79 |
| 2024 | Mistrzostwa Europy                      | Rzym           | 2. miejsce | 85,94 |
| 2024 | Igrzyska olimpijskie                    | Paryż          | 6. miejsce | 87,40 |
| 2025 | I dywizja drużynowych mistrzostw Europy | Madryt         | 1. miejsce | 85,15 |